# Sodalitas litteraria
Sodalitas litteraria Germaniae oder kurz Sodalitas litteraria war der Name von wissenschaftlichen Vereinigungen, die den Gelehrten und Anhängern des Renaissance-Humanismus im mitteleuropäischen Raum eine Plattform zum Austausch und zur Weiterentwicklung ihrer Ideen boten.

## Ursprung
Der Philosoph und lateinische Dichter Conrad Celtis, der als eifrigster Verbreiter des Humanismus in Deutschland und Österreich in die Geschichte einging, hatte zwischen 1487 und 1489 während seines Aufenthalts in Florenz bei Marsilio Ficino und Rom bei Pomponio Leto Akademien des neuen Typus „Academia Platonica“ kennen und schätzen gelernt.
Die italienischen Humanisten setzten darin die antike Tradition der Akademie, einer von Platon gegründeten Philosophenschule, als Accademia Romana fort. Celtis wiederum nahm die Vorbilder aus Florenz und Rom als Modell für seine Sodalitas litteraria.

## Zweck
Celtis konzipierte die Sodalitas als eine freie und zwanglose Vereinigung (Bruderschaft, Freundeskreis) mit dem Hauptzweck, die humanistischen Disziplinen sowie die Literatur und dabei insbesondere die Studien der einzelnen Genossen zu fördern und zu verbreiten. Die kritische Einstellung der Humanisten zur Scholastik und ihren theologischen Wurzeln barg Konfliktstoff mit dem herrschenden theologischen System und veranlasste die Mitglieder in diesem Punkt zu Vorsicht und Zurückhaltung.
Die Humanisten wollten in der Wissenschaft an die Arbeiten der Denker des klassischen Altertums anknüpfen und auf dieser Grundlage die Universität aus den Gleisen der Scholastik herausheben. Diese Änderungsansprüche brachten sie auf Distanz zur herkömmlichen Universität und ihrem Gelehrtenstand, der die neuen Vorstellungen auch kaum unterstützte. Als Voraussetzung für eine erfolgreiche wissenschaftliche Arbeit mit den Originalquelltexten sahen sie hervorragende Kenntnisse der alten Sprachen, allen voran des Original-Lateins, aber auch des Griechischen und wenn möglich, des Hebräischen. Als äußeres Zeichen ihrer neuen Denkrichtung legten sich die Humanisten gerne – dazu passend – latinisierte oder gräzisierte Namen zu.

## Organisation
Die Gesellschaft hatte einen Präsidenten und Sekretäre. Das lateinische Wort Sodalitas bedeutet Freundschaft, Kameradschaft. Das einzelne Mitglied hieß Sodale. Wer als Mitglied aufgenommen werden wollte, musste ernstlich beabsichtigen, die Zwecke der Gesellschaft zu fördern und einen gewissen Grad humanistischer Bildung aufweisen.
Unter den Sodalen befanden sich die angesehensten Gelehrten aller Wissensgebiete, wobei nur die wenigsten dem zünftigen Universitäts-Gelehrten-Stand angehörten.
Es war nicht notwendig, dass die Mitglieder am Gründungs- oder Geschäftsleitungsort Wohnsitz hatten. In Städten, in denen sich mehrere Sodalen in der Nähe befanden, schuf man Einkehr- oder Versammlungsorte. Ein angesehener Sodale besorgte als „Hospes“ für die „Sektion“ oder das „Contubernium Sodalium“ die etwa nötige Beherbergung und Bewirtung.

## Niedergang und Auflösung
Nach dem Tod des kaum 49 Jahre alt gewordenen Gründers und geistigen Führers Conrad Celtis gingen die Aktivitäten und die Wirkung der Sodalitates litteraria trotz der außerordentlich hohen Bildung und Schaffenskraft ihrer Mitglieder mehr und mehr zurück. Die von der Sodalitas litteraria verbreiteten moderner Gedankengänge sollten auch dazu helfen, den drohenden Zerfall der nach Wissen strebenden religiösen gebildeten Stände zu vermeiden. Auch Bischöfe hatten sich mit Gelehrten verbunden, um den Bruch innerhalb der Kirche zu verhindern. Luthers Kirchenspaltung im Jahre 1517 trennte auch die Sodalitas-Gemeinschaft in Kreise, die der alten Kirche treu blieben, und in solche, die sich ganz und gar der aufkommenden Kirchenreformation zur Verfügung stellten. Die unter Celtis gegründeten humanistischen Gemeinschaften verschwanden. Einige von seinen Schülern gegründete Sodalitates litterarie legten ihr Hauptgewicht auf die wissenschaftliche und literarische Unterstützung der Reformation und hatten auch Bedeutung, so lange diese noch nicht ihren festen Platz eingenommen hatte.

## Von Celtis gegründete Gesellschaften

### Sodalitas litteraria Vistulana
Polnische Gesellschaft für Wissenschaft, Sitz Krakau.
Gründung
Durch Conrad Celtis in der Zeit seines Studiums der Mathematik und Astronomie 1489 bis 1491 an der Universität Krakau als erste der wissenschaftlichen Gesellschaften nach dem Muster der italienischen Akademien gegründet.
Mitglieder
Bekanntes Mitglied:
- Philippus Callimachus Experiens, auch „Filippo Buonaccorsi“, italienischer Humanist adliger Herkunft und Staatsmann der Renaissance, Mitglied der Accademia Romana und der Krakauer Akademie, an der er die Methoden des humanistischen Lernens einführte.

### Sodalitas litteraria Rhenana
auch nach ihrem Gründer Sodalitas Celtis genannt, Rheinische Gesellschaft für Wissenschaft, (1491 in Mainz gegründet und 1517 mit Luthers Kirchenspaltung beendet); Geschäftsleitung Heidelberg, Nebensitz Worms, Versammlungsorte: Mainz, Oppenheim, Nürnberg, Augsburg.
Vorgeschichte
Seit der zweiten Hälfte des 14. Jahrhunderts tat sich Heidelberg als Residenz der rheinischen Pfalzgrafen immer mehr hervor. Alte, früher nur gewohnheitsmäßig ausgeübte Vorrechte des Hauses, namentlich das Reichsverweseramt, waren Reichsgesetz geworden. Heidelberg erhielt bereits 1386 als dritte Stadt nach Prag und Wien, aber noch 90 Jahre vor dem kurfürstlichen Mainz eine Universität.
Um die gleiche Zeit rief Kurfürst Philipp der Aufrichtige – er regierte 1476–1508 – einen Kreis von bedeutenden Humanisten an seinen Hof nach Heidelberg, um den Geist der neuen Zeit seinem Land zu vermitteln.
Eifriger und verständnisvoller Helfer des Kurfürsten war sein Kanzler Johann XX. von Dalberg, Bischof von Worms. Der gebürtige Oppenheimer hatte in Erfurt an der Hochschule des Erzbistums Mainz die freien Künste studiert, dann in Pavia und Padua kanonisches Recht. Dort befreundete er sich mit dem Humanisten Rudolf Agricola, den er später an die Universität nach Heidelberg ziehen konnte. 1480 wurde Dalberg Wormser Dompropst und damit verbunden Kanzler der Heidelberger Universität. Mit Sondererlaubnis des Papstes wurde er 1482 mit erst 27 Jahren Bischof von Worms, behielt aber sein Kanzleramt bei. Dalberg war der erste Bischof, der sich offen zu der neuen Geistesrichtung bekannte.
Die Humanisten verehrten Philipp und Dalberg als ihre Schutzherren. Es war allein der kurfürstliche Hof zu Heidelberg, in dessen Glanz sich die Humanisten sonnen durften.
Mitglieder
Die anfängliche Anzahl ist nicht überliefert, wird aber nicht über 12 gelegen haben. Auf jeden Fall gehörten zu ihnen:
| von Conrad Celtis genannt - Johann von Dalberg, erster Präsident (1491–1503). - Johann Wacker (Vigilius), Vizepräsident oder erster Sekretär, kurfürstlicher Rat und Universitätsprofessor aus Heidelberg (Sinsheim). - Heinrich Spiess (Cuspidius oder Cuspianus), zweiter Sekretär, Humanist aus Heidelberg. - Johannes von Trittenheim (latinisiert Trithemius), Abt des Klosters Sponheim, Humanist, Literatur-Historiker und Geschichtsschreiber, Moralphilosoph und Dichter. - Willibald Pirckheimer, Nürnberger Patrizier, Förderer der humanistischen Wissenschaften, Freund Albrecht Dürers, Berater Kaiser Maximilians I. - Martin Pollich von Mellerstadt, Philosoph, Mediziner (Leibarzt des sächsischen Kurfürsten Friedrich), Theologe, Dichter, Gründungsrektor der Universität Wittenberg - Johann Stabius, Mathematikprofessor in Ingolstadt, Theologie, Rektor der Universität Ingolstadt, Chosmograph und Astronom, Dichter - Johannes Tolhopf (auch Janus Tolophus), Propst von Forchheim, Domherr von Regensburg, Professor der Philosophie und Theologie 1472 und Rektor 1473 an der Universität Ingolstadt, Astronom und Dichter, ab 1479 Königlicher Rat und Hofastrologe des Königs Matthias Corvinus - Heinrich von Bünau auf Teuchern und Gröbitz, sächsischer Edelmann, damals zum Studium der klassischen Wissenschaften in Worms | - Eitelwolf von Stein (Hololycus de Lapide), Humanist aus Schwaben, Mitbegründer der Universität Frankfurt/Oder (1506), Förderer Ulrich von Huttens, in brandenburgischen, zuletzt in Mainzer Diensten - Sebastian Sprenz (Sperantius) aus Dünckelspühl (später Bischof von Bozen-Brixen 1521–1525 ??) - Heinrich Grieninger, Humanist und Gräzist aus München - Johannes Werner, Mathematiker, Kartograph und Pfarrer zu Wörth bei Nürnberg - Johann Ziegler (Lateranus), Mathematiker aus Nürnberg - Urban Prebusenius, Rhetoriker aus Schlesien aus Briefen und anderen Dokumenten abzuleitende Mitgliedschaften - Jakob Dracontius, Prämonstratenser, Dichter und Musiker aus Heidelberg. - Jakob Wimpheling, Domherr aus Speyer. - Thomas Truchsess (Drusus), Domherr, Kanonikus aus Speyer. - Hartmann von Eptingen Canonicus aus Basel. - Theodorich Gresmund von Meschede, Humanist aus Mainz. - Theoderich Ulsenius, Humanist und Arzt in Nürnberg. - Heinrich Gerathwol (Euticus oder Eutychus) Arzt aus Frankfurt. - Johannes Reuchlin, aus Schwaben, neben Erasmus von Rotterdam der deutsche Philosoph und Humanist. - Heinrich Bebel, Humanist aus Schwaben. - Konrad Peutinger, Patrizier aus Augsburg. - Jodocus Gallus, Theologe aus Heidelberg - Jakob Köbel, Stadtschreiber aus Oppenheim, - Adam Werner von Themar, Theologe, Jurist, Dichter, Erzieher von Kurfürst Ludwig V. (Pfalz) - Johann Wessel, Theologe. Und mehrere andere. |

Die Sodalitas litteraria Rhenana hatte mit Mainz, Heidelberg, Oppenheim, Nürnberg und Augsburg mehrere Einkehr- oder Versammlungsorte. Für die Beherbergung und Bewirtung sorgten dort die „Hospites“:
- Dietrich Gresemund (Theodorich) von Meschede für Mainz
- Johann Vigilius für Heidelberg
- Jakob Köbel für Oppenheim
- Willibald Pirckheimer für Nürnberg
- Conrad Peutinger für Augsburg

In einer solchen „Sektion“ oder „Contubernium Sodalium“  trafen sich oft weitere Mitglieder regelmäßig, so bei der
Oppenheimer Gruppe
- Sebastian Münster Kosmograph, Humanist und Hebraist
- Ulrich von Hutten Humanist, „erster Reichsritter“
- Philipp Melanchthon Philologe, Philosoph, Humanist, Theologe, Lehrbuchautor, neulateinischer Dichter und wurde als „Praeceptor Germaniae“ (Lehrer Deutschlands) bekannt. Neben Martin Luther treibende Kraft der deutschen und europäischen kirchenpolitischen Reformation
- Hartmut XII. von Cronberg
- Hans Landschad zu Steinach
- Kaspar Sturm Reichsherold aus Oppenheim
- Peter Günther aus Neustadt, Korrektor bei Hieronymus Galler und Unterstützer Köbels
- Friedrich VI. von Dalberg, Bürgermeister von Oppenheim, Bruder von Bischof Johann III. von Worms.[5]

Verlauf
Der Humanistenkreis um Bischof Johann von Dalberg hatte nur wenige Jahre Bestand. Rudolf Agricola starb bereits 1485, Konrad Celtis verließ Heidelberg Anfang 1496 wieder. Johannes Reuchlin konnte 1499 wieder nach Stuttgart zurückkehren, und Jakob Wimpheling übersiedelte 1501 nach Straßburg. Mit Dalbergs Tod endeten die Verbindungen der Humanisten zum Wormser Bistum.

### Sodalitas litteraria Hungarorum
Ungarische Gesellschaft für Wissenschaft, Sitz Preßburg (Bratislava). Bekanntes Mitglied: Johannes Manardus. 1497 als „Sodalitas litteraria Danubiana“ nach Wien verlegt.

### Sodalitas litteraria Danubiana
Donauländische Gesellschaft für Wissenschaft, auch „Societas Danubiana“ genannt, Sitz Wien.
Gründung
Durch Conrad Celtis und andere Humanisten 1497 oder 1498 in Wien als Nachfolge der Sodalitas litteraria Hungarorum.
Die Gelehrtengesellschaft wählte Johann Vitéz zu ihrem Vorsitzenden.
Zum Humanistenkreis der Sodalitas litteraria Danubiana gehörte der Kronstädter Patriziersohn Valentin Krauss (auch Kraws und latinisiert Crusius geschrieben), der in Wien artes liberales und Arzneikunde studiert hatte und 1493 zum Doktor der Medizin promoviert wurde. Krauss lehrte bis 1499 an der Wiener Artistenfakultät und wurde dann Senator und Stadtrichter in Kronstadt. Er schilderte Celtis in einem Brief vom 25. Februar 1500 die ersten Syphilisfälle Kronstadts.
Mitglieder
Zu den bis zu 40 Mitgliedern gehörten unter anderem
- Johann Vitéz (Veszprém), Kanzler und Legat des ungarischen Königs Matthias Corvinus, Bischof von Sirmium, Administrator von Olmütz, Bischof von Veszprém und Administrator von Wien.
- Martin Siebenbürger genannt Capinius, Wiener Bürgermeister,
- Johannes Cuspinian (Spießheimer),
- Ladislaus Sunthaym, hauptsächlich in Wien tätiger deutscher Historiker, Genealoge, Geograph und Geistlicher,
- Konrad Peutinger
- Johannes Stabius
- Andreas Stiborius
- Vincenz Lang[8]
- Georg Tannstetter
- Johannes Engel
- Joachim von Watt (Vadian)
- Thomas Resch
- Stephan Rosinus

Verlauf
Die Vereinigung von Gelehrten des Donauraums bestand neben dem 1501 von Maximilian I. an der Wiener Universität eingerichteten Collegium poetarum et mathematicorum. Die Mitglieder versammelten sich meist im Haus von Johannes Cuspinian. Wohl die Fortsetzung dieser Sodalitas war jener Kreis, der sich später im Haus von Georg Tannstetter traf und Sodalitas Collimitiana genannt wurde; sie wird um 1520 in Briefen an Joachim Vadian oft erwähnt. In den für Wien dramatischen 1520er Jahren (Pest, Türkenbelagerung) kam es zu einer starken Abnahme der Studentenzahlen – daraus folgte vermutlich auch eine abnehmende Bedeutung dieser Sodalitas. Als Tannstetter 1530 Wien verließ, könnte das zur Beendigung dieser Treffen geführt haben.

## Von Celtis Schülern und Anhängern gegründete Gesellschaften

### Sodalitas litteraria Augustana
Augsburger Gesellschaft für Wissenschaft, Sitz Augsburg.
Gründung
Um 1503 durch Konrad Peutinger, den Juristen und Humanisten, Stadtschreiber und kaiserlichem Rat Maximilians I.,S. 62 der zahlreiche Verbindungen zu Zeitgenossen wie Erasmus von Rotterdam, Jakob Sturm von Sturmeck, Willibald Pirckheimer und Albrecht Dürer hielt.
Weitere Mitglieder
- Bernhard Adelmann von Adelmannsfelden und sein Bruder Konrad Adelmann von Adelmannsfelden, aus einem schwäbischen Reichsrittergeschlecht und geschichtlich hervorgetreten. Beide waren Kanoniker und Humanisten, die mit Luther sympathisierten, aber nach der Kirchenspaltung zur Alten Kirche zurückkehrten. Briefkontakt mit Beat Bild, Johannes Reuchlin und Georg Spalatin.[6]
- Blasius Hölzl Finanzer, Sekretär und Rat Kaiser Maximilians, Humanist

### Sodalitas litteraria Meierhofiana
Maierhöfische Gesellschaft für Wissenschaft im damaligen Mähren (östlicher Teil des heutigen Tschechiens), Sitz vermutlich in der Hauptstadt Olmütz.
Gründung
Durch die Humanisten und Celtis-Schüler Gregor Nitsch und Martinus Sinapinus.
Weitere Mitglieder
- Stanislaus Thurzo, Bischof von Olmütz, großer Förderer des Humanismus, machte sein Domkapitel zu einem geistigen Mittelpunkt Mährens
- Johannes V. Thurzo, Fürstbischof von Breslau. Wie sein Bruder Stanislaus Thurzo großer Förderer des Humanismus. 1498 Rektor der Universität Krakau, dann Aufstieg in geistliche Ämter: Scholastikus in Gnesen und in Posen, Kanonikus in Krakau und bald darauf Domherr und Dechant des Breslauer Domkapitels. Als aufgeklärter Humanist förderte er junge Schriftsteller und Theologen wie Caspar Ursinus Velius, Georg von Logau, Valentin Krautwald und Johann Heß, den späteren Führer der Reformation in Breslau.

- Olmützer Bürger

mit dem Olmützer Kreis in Verbindung standen:
- Caspar Ursinus Velius,
- Bohuslaus Lobkowitz von Hassenstein,
- Jan Šlechta von Všehrd
- und weitere Humanisten.

### Sodalitas Staupitziana
Reformatorischer Gesprächskreis, Sitz Nürnberg, auch Staupitzkreis genannt
Gründung
Durch den Theologen und Ordensvikar der Augustiner-Eremiten Johann von Staupitz 1517 in Nürnberg errichtet. Zur Sodalitas gehörten überwiegend humanistisch orientierte Honoratioren wie z. B. der Theologe und Lutherfreund Wenzeslaus Linck, unter dessen Einfluss sich die „sodalitas Staupitziana“ im Laufe des Jahres 1518 zur „sodalitas Martiniana“ wandelte.
Bekannte  Mitglieder
- Johann von Staupitz, Theologe, Prior, Gründungsprofessor und erster Dekan der theologischen Fakultät der Universität Wittenberg, Prior des Augustinerkonvents in München, Generalvikar der deutschen Observanten-Kongregation des Augustinerordens, Förderer und Beichtvater des jungen Martin Luther, machte ihn später zu seinem Nachfolger an der Universität in Wittenberg, hielt die Kluft der Glaubensrichtungen für überbrückbar und blieb lebenslang ein Freund Martin Luthers. Seine Reformbemühungen stießen auf Widerstand innerhalb des Ordens und auch seitens des Papstes. Domprediger in Salzburg, Wechsel vom Augustiner- in den Benediktinerorden, Abt von St. Peter in Salzburg. Zahlreiche von der mittelalterlichen Mystik beeinflusste religiöse Schriften.
- Lazarus Spengler, als Ratsherr wichtiger Förderer der Reformation in Nürnberg, Ratsschreiber, Kanzleivorsteher, sympathisierte mit der Bewegung Martin Luthers, gehörte neben der „Sodalitas Staupitziana“ auch der „Ursulabruderschaft“ an, verfasste reformatorische Schriften, kam mit Luther unter päpstlichen Bann, der nach Unterwerfung wieder aufgehoben wurde, vertrat die Stadt Nürnberg 1521 auf dem Reichstag zu Worms, wo ihn die persönliche Begegnung mit Luther in seiner Haltung bestärkte, Teilnehmer am Augsburger Reichstag 1530, arbeitete an der Brandenburg-Nürnbergischen Kirchenordnung von 1533 mit.
- Wenzeslaus Linck, lutherischer Theologe und Reformator
- Albrecht Dürer[14]
- Kaspar Nützel, Nürnberger Patrizier, Ratsmitglied der Stadt und Losunger[15]
- Christoph Scheurl, Jurist, Diplomat und Humanist
- Willibald Pirckheimer Nürnberger Patrizier und Humanist, Berater Kaiser Maximilians I.
- Hieronymus Holzschuher, Nürnberger Patrizier, Ratsmitglied der Stadt und dritter Oberster Hauptmann.

Scheurl, Pirckheimer und Holzschuher blieben aber bei aller Sympathie der lutherischen Reformation gegenüber skeptisch.

### Sodalitas Ingolstatiensis
Vom Humanisten Conrad Celtis angeregte literarische Gesellschaft mit Sitz in Ingolstadt.
Gründer war der Geschichtsschreiber, bayerische Hofhistoriograph und Fürstenerzieher
- Johannes Aventinus

Prominentestes Mitglied:
- Ernst Herzog von Bayern, Administrator von Passau und von Salzburg sowie Pfandherr der Grafschaft Glatz.

## Weitere Sodalitäten
Sodalitates litterarie in
- Basel und Straßburg[11]S. 64
- Speyer und Schlettstatt[1]
- Erfurt (Erfurter Dichterkreis)[11]S. 66